# Nicola Pugliese
Pour les articles homonymes, voir Pugliese.
Nicola Pugliese, né le 8 août 1944 à Milan et mort le 25 avril 2012 à Avella, est un écrivain italien.

## Biographie
Nicola Pugliese est journaliste, comme son père. Il passe la plus grande partie de sa vie à Naples. 
En 1976 il écrit son roman Malacqua (it), publié l'année suivante aux éditions Einaudi grâce à Italo Calvino, avec qui il eut un échange préalable ferme. Le livre a du succès mais, par volonté de l'auteur, il n'est réédité qu'en 2013, après la mort de Nicola Pugliese. 
Le roman comprend "quatre chapitres pour raconter quatre jours de pluie, qui voient la grande cité méditerranéenne frappée par un fléau venu du ciel : une pluie continue, tenace, grise, qui dès les premières gouttes apporte avec elle une menace trouble, une pluie qui s’infiltre partout, engorge les rues, sape les fondations des immeubles, ruisselle sur les toits, mais surtout imbibe les âmes de son poison désespérant."
Riccardo Borghesi, évoque, lui, la personnalité de l'auteur et l'originalité du roman : "Ce caractère timide, frugal et sarcastique se retrouve dans les pages du livre. On trouve également son regard désabusé porté sur la vie et les choses des hommes, sa capacité de parler d'absolu en racontant des histoires intimes. La capacité de raconter Naples et ses habitants, dans un portrait choral fait d'événements de rien du tout mélangés aux prémices d'une apocalypse à venir". 

## Œuvres
- Malacqua : quatre jours de pluie dans la ville de Naples dans l'attente que se produise un événement extraordinaire  (Malacqua : quattro giorni di pioggia nella città di Napoli in attesa che si verifichi un accadimento straordinario), traduit de l'italien par Lise Chapuis, Bordeaux, 2018, Éditions Do, 184 p.  (ISBN 9791095434122)
- (it) La nave nera, 2008, Compagnia dei Trovatori, 88 p.